# Glavica (Paraćin)
Pour les articles homonymes, voir Glavica et Glavice.
Glavica (en serbe cyrillique : Главица) est une localité de Serbie située dans la municipalité de Paraćin, district de Pomoravlje. Au recensement de 2011, elle comptait 1 075 habitants.
Glavica est officiellement classée parmi les villages de Serbie.

## Démographie

### Évolution historique de la population
| 1948 | 1953 | 1961  | 1971  | 1981  | 1991  | 2002  | 2011  |
| ---- | ---- | ----- | ----- | ----- | ----- | ----- | ----- |
| 989  | 990  | 1 083 | 1 113 | 1 087 | 1 174 | 1 134 | 1 075 |

|  |